# Teslin (fiume)
Il Teslin è un fiume del Canada che scorre nello Yukon. Il fiume nasce dal Lago Teslin e dopo circa 620 chilometri si immette nello Yukon.
Durante la Corsa All’Oro del Klondike del 1896-99, il Teslin divenne un popolare punto di collegamento con i campi auriferi nei pressi della città di Dawson, conosciuto tra tutti coloro che avevano attraversato le Montagne Costiere seguendo sentieri quali il Chilkoot Trail o il White Pass trail.